# Adam Šangala (serial telewizyjny)
Adam Šangala, (pol. Adam Szangala) – czechosłowacki serial telewizyjny z 1972 w reżyserii Karola Spišáka, emitowany w Telewizji Polskiej w latach 70. XX wieku.
Miniserial produkcji czechosłowackiej powstał w 1972 roku na podstawie powieści ‎ Adam Šangala wydanej w 1923 roku przez prozaika słowackiego Ladislava Nádaši-Jégégo.
Głównym bohaterem serialu jest Adam Szangala, syn chłopa, który po śmierci ojca powieszonego w ramach kary za polowanie w lesie feudała, opuszcza rodzinną wieś i rusza w świat. Jego niezbyt długie ale intensywne życie kończy się tragicznie, umiera od ciosu katowskiego topora. Serial, podobnie jak powieść ukazuje też stosunki społecznych w pierwszej połowie XVII wieku na Słowacji. Porusza także kwestię rywalizacji wyznania rzymskokatolickiego z wyznaniem protestanckim na Słowacji.

## Obsada
- Ivan Palúch jako Adam Szangala,
- Ľudovít Greššo jako ojciec Adama Szangali,
- Táňa Hrivnáková jako Betka,
- Oľga Šalagová[3] jako Brigita, żona syna feudała Praskowskiego i kochanka Adama Szangali
- Bedřich Prokoš jako feudał Praskovski
- Hana Meličková jako Praskovska,
- Michal Dočolomanský jako pastor Konopka,
- Gizela Veclová jako Pohankova,
- Jozef Dóczy jako starzec,
- Juraj Kukura,
- Ivan Krivosudský,
- Elena Zvaríková-Pappová,
- Andrej Mojžiš[4].